# Malé Kozmálovce
Malé Kozmálovce este o comună slovacă, aflată în districtul Levice din regiunea Nitra, pe malul râului Hron. Localitatea se află la altitudinea de 172 m deasupra n.m., se întinde pe o suprafață de 9,22 km2 și în 2017 număra 328 de locuitori.

## Istoric
Localitatea Malé Kozmálovce este atestată documentar din 1332.

## Demografie
| An:                | 1994 | 2004 | 2014   | 2024   |
| ------------------ | ---- | ---- | ------ | ------ |
| Număr de persoane: | 0    | 368  | 366    | 373    |
| Diferență:         |      | –    | −0,54% | +1,91% |

| An:                | 2023 | 2024   |
| ------------------ | ---- | ------ |
| Număr de persoane: | 377  | 373    |
| Diferență:         |      | −1,06% |